# Fungiacyathus paliferus
Espèce
Statut CITES
Fungiacyathus paliferus est une espèce de coraux appartenant à la famille des Fungiacyathidae.